# Heinrich Schenker
Heinrich Schenker, född 19 juni 1868 i Wisniowczyk i dåvarande polsk/österrikiska Galizien, nuvarande Ukraina, död 13 januari 1935 i Wien) var en österrikisk musikteoretiker, känd för sin metod för musikanalys – på svenska kallad Schenkeranalys (engelskspråkig litteratur använder termen Schenkerian analysis). Schenkers analys tar hänsyn till psykologisk och emotionell upplevelse av musiken (fenomenologi). Schenker studerade för Anton Bruckner.

## Verk
- Five Graphic Analyses (1969)
- Free Composition